# Helvig Kinch

Helvig Agnete Kinch, født Amsinck (10. december 1872 i København – 31. august 1956 i Hellerup) var en dansk kunstmaler, kendt for sine præcise og detaljerede illustrationer af antikke fund til klassisk arkæologi.

## Opvækst og uddannelse
Hun var datter af ekspeditionssekretær i overhofmarskallatet, kammerjunker, senere etatsråd Conrad Amsinck og Caroline Amalie Hansen. Kinch blev uddannet på Tegne- og Kunstindustriskolen for Kvinder 1888-90. Herefter gik hun på Kunstakademiets Kunstskole for Kvinder hos Viggo Johansen, hvor hun tog afgang 1894. I 1896 debuterede hun på Charlottenborg Forårsudstilling, hvor hun vedblev med at udstille indtil sin død. Også på Kunstnernes Efterårsudstilling var hun en flittig gæst fra 1904, desuden deltog hun i en række separatudstillinger.

## Arkæologiske illustrationer
Tidligt blev hun interesseret i antikkens kunst, bl.a. gennem kunsthistorikeren Julius Langes forelæsninger, og fra 1902 deltog hun som tegner i Carlsbergfondets arkæologiske udgravningsprojekt i Lindos på Rhodos. Ekspeditionen blev ledet af arkæologen K.F. Kinch, som hun blev gift med i 1903. I 1904 fik de datteren Gunhild og sammen deltog de i udgravningen af Vroulia på Rhodos 1907-14.  Helvig Kinch arbejdet smukt og præcist illustrerede til værket Fouilles de Vroulia, 1914. Hun besøgte flere græske byer og tegnede størsteparten af de arkæologiske fund på udgravningen. Flere af disse tegninger, som blev rost på den grafiske verdensudstilling i Leipzig 1914, ejes af Ny Carlsbergfondet og Nationalmuseet.
Helvig Kinch fik tidligt interesse for antikkens kunst, blandt andet via Julius Langes kunsthistoriske forelæsninger. I 1902 blev hun tilknyttet Carlsbergfondets arkæologiske udgravningsprojekt i Lindos på Rhodos som tegner. Ekspeditionen blev ledet af arkæologen K.F. Kinch, som hun året efter blev gift med. Parret fik en datter, Gunhild, i 1904 og arbejdede senere sammen om udgravningen af Vroulia på Rhodos fra 1907 til 1914. Helvig Kinch skabte her præcise og kunstnerisk udførte illustrationer, som indgik i udgivelsen Fouilles de Vroulia (1914). Hun besøgte desuden flere græske byer og tegnede størstedelen af de arkæologiske fund fra udgravningen. Flere af hendes tegninger blev rost på den grafiske verdensudstilling i Leipzig i 1914 og ejes i dag af Ny Carlsbergfondet og Nationalmuseet. 

## Motiver
Hendes foretrukne motiver var dyr, sikkert fordi familien boede tæt på ridestaldene ved Christiansborg Slot og hendes første billeder er af hestene derfra. Livet igennem var hun optaget af at skildre heste som trækdyr eller i hvile på engene i kompositioner, der i form og farveholdning viser tilknytning til de  fynske kunstnere. 

## Stiftelsen af Kvindelige Kunstners Samfund
Kvindelige Kunstneres Samfund blev grundlagt i 1916 af Kinch sammen med kunstmaleren Marie Henriques. Foreningen, som arbejdede for at øge kvinders repræsentation i Akademi- og udstillingskomitéer, blev fra begyndelsen støttet af kunstmaleren Anna Ancher og billedhuggeren Anne Marie Carl Nielsen. Kinch var foreningens første forkvinde og ledede den indtil 1918.

## Død
Helvig Kinch døde som 83 årig i Hellerup og er begravet på Garnisons Kirkegård.

## Hæder
- 1897, 1899, 1903, 1912; Akademiets stipendium
- 1903 De Neuhausenske Præmier (for Arbejdsheste på græs)
- 1923 Neuhausens Tillægspræmie
- 1911 Den Sødringske Opmuntringspræmie (for Højsommer på de fynske enge)
- 1933 Tagea Brandts Rejselegat